# High Laver

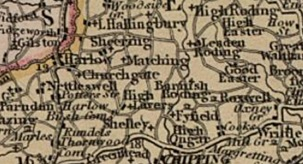
Relevé militaire de High Laver établi au XIXe siècle

High Laver est un village et une paroisse civile du sud-est de l'Angleterre, situé dans le district d'Epping Forest, dans le comté de l'Essex. Il se trouve à 6,4 kilomètres à l'est de la ville de Harlow et à 2,2 kilomètres au nord-ouest de Moreton. La route principale reliant Ongar à Harlow entre dans le village par le pont de High Laver. Le sud-ouest du village est situé à environ 90 mètres d'altitude, tandis que l'est culmine à 70 mètres.
Le philosophe britannique John Locke réside dans le foyer de Sir Francis Masham à High Laver de 1691 jusqu'à sa mort en 1704 ; il est depuis enterré au village. En 1887, John Bartholomew, gazetier des îles britanniques, écrit : 
« Laver, High, paroisse, Essex, au N-O du comté, à 4km de Ongar, 1891 après J.-C., 477 hab. ; le cimetière comporte la tombe du philosophe John Locke (1632-1704) »,.

## Démographie
En 1801, le village a une population de 346 habitants. En 1851, ce nombre atteint les 534 habtitants ; la population stagne ensuite jusqu'au début des années 1890, puis décline fortement pour atteindre les 386 habitants. Au cours de la première moitié du XXe siècle, le nombre d'habitants de High Laver augmente progressivement et atteint les 463 habitants en 1951. Au recensement de 2011, le village totalise 493 habitants répartis sur 200 foyers. Dans le village, sur les 493 personnes âgées de 16 à 74 ans recensées en 2011, 260 ont un emploi,. L'âge de la population du village n'est pas équitablement réparti, puisque la majorité des habitants de High Laver ont entre 45 et 59 ans.

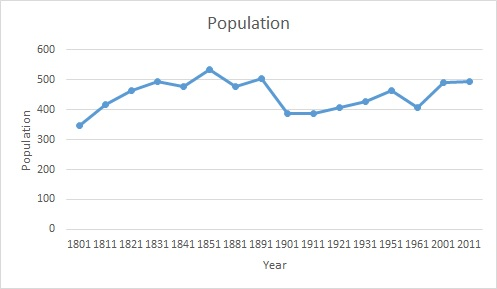
Évolution de la population de High Laver entre 1801 et 2011 d'après les données des recensements.
Graphique montrant la répartition des professions des habitants du villages en 1881, comme attesté par le site VisionOfBritain[10].
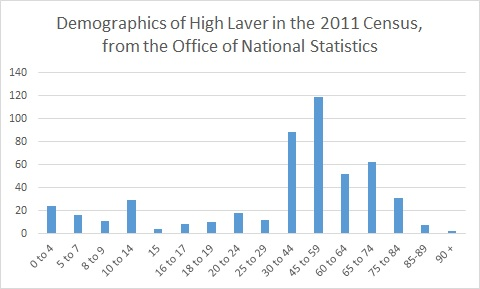
Graphique de l'âge des habitants du village en 2011.

## L'église

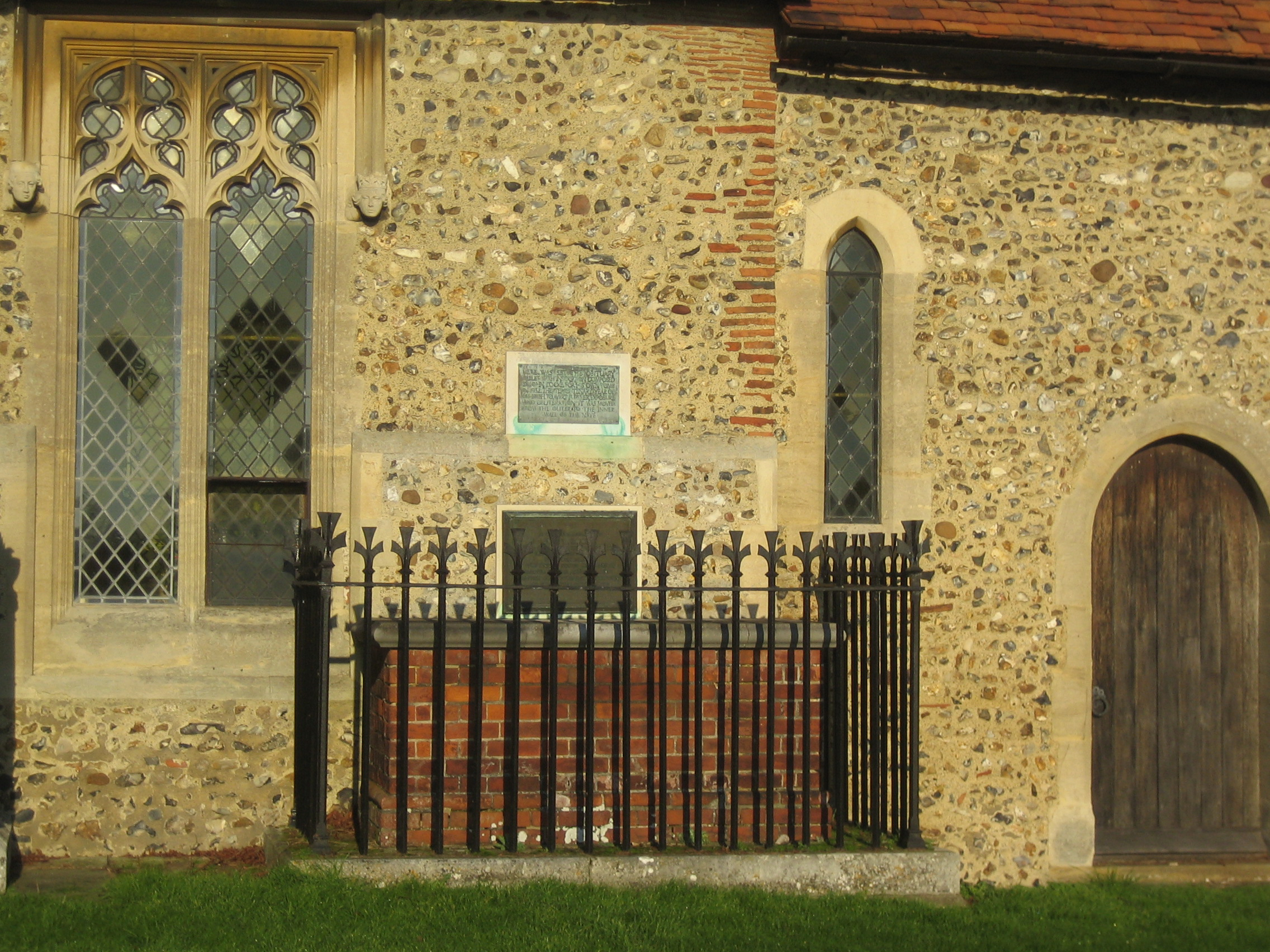
La tombe de John Locke

L'église Toussaints de High Laver est composée d'une nef, d'un chœur, d'une tour à l'ouest, d'un perron au sud, ainsi que d'une sacristie au nord. L'édifice est construit à la fin du XIIe siècle avec des briques faites de silex et de gravats. Quelques briques datant de l'époque romaine sont également utilisées pour la construction du bâtiment ; elles sont toujours visibles aujourd'hui dans les murs du chœur et dans le mur nord de la nef. La tour ouest abrite les fonts baptismaux dans un récipient octogonal datant du XIVe siècle. À l'extérieur du mur sud de la nef se trouve la tombe de John Locke, mort en 1704. La plaque murale en l'hommage au philosophe, à l'origine accrochée sur sa tombe, est déplacée à l'intérieur de l'église en 1932 afin d'y être mieux conservée.
Aux XVe et XVIe siècles, les toits du chœur et de la nef sont rénovés.

## Transport
High Laver se trouve à dix minutes de la jonction no 7 de l'autoroute M11 (en). Le village est desservi par trois lignes de bus, mais uniquement quatre jours dans la semaine. La gare ferroviaire la plus proche de High Laver est celle de Harlow, située à vingt minutes de route du village ; elle peut également être rejointe en bus, en prenant une correspondance, le tout pour une heure de trajet.

## Histoire
High Laver étant un village de campagne, ses habitants ont toujours vécu grâce à la culture. Le recensement de 1881 indique que la plupart des hommes de High Laver travaillent dans l'agriculture dans les champs aux alentours du village. En 1086, la paroisse comprend 577 hectares de terre arable, dont 15 hectares de prairie. À cette époque, 200 cochons sont élevés dans le domaine boisé du village.
L'école de High Laver est fondée en 1866 ; elle pouvait alors accueillir 75 élèves. Une année, l'école a accueilli 132 élèves. Les enfants de High Laver étudient désormais à l'école de Magdalen Laver, un village situé à l'ouest de High Laver.